# Dicloroisocianurato de sódio
Dicloroisocianurato de sódio (DCI: trocloseno de sódio, troclosenum natricum ou NaDCC ou SDIC) é um composto orgânico. É um sólido incolor, solúvel em água. É largamente usado como agente de limpeza e desinfetante. O diidrato é também conhecido (número CAS 51580-86-0), assim como o sal de potássio (número CAS 2244-21-5).  

## Usos
É principalmente usado como um desinfetante, biocida, desodorante e detergente industrial. É encontrado em alguns tabletes ou filtros para purificação de água. É mais eficiente que o desinfetante de água antigamente usado halazona. Nestas aplicações, é uma fonte de lenta liberação de cloro em baixas concentrações a uma taxa relativamente constante. Como um desinfetante, é usado para esterilizar água potável, piscinas, instrumentos de cozinha e ar, na luta contra as doenças infecciosas como rotina de desinfecção.